# Шулбаева, Валентина Гавриловна
Валентина Гавриловна Шулбаева (11 августа 1939 года, улус Чилан, Таштыпский район, Хакасская автономная область) — хакасский драматург. Член Союза писателей России (1980), Союза театральных деятелей России. Заслуженный работник культуры РСФСР, заслуженный деятель искусств Республики Хакасия. Лауреат Государственной премии Республики Хакасия имени Николая Федоровича Катанова.

## Биография
Родилась в семье потомственных земледельцев, отец первым среди земляков стал трактористом. Закончила Хакасскую национальную школу-интернат. Работала пионервожатой в Верх-Тейской восьмилетней школе и учительницей русского языка в Верх-Базинской школе Аскизского района. В 1961 году поступила на факультет журналистики Ленинградского государственного университета, затем училась на отделении испанского языка. Вернувшись, работала в редакции газеты «Ленин чолы» и Хакасском областном телерадиокомитете.
На всероссийском семинаре драматургов, проходившем в 1975 году в г. Рузе под Москвой, высокую оценку и диплом 1-й степени получила её пьеса «Недопетая песня». В том же году закончила Высшие театральные курсы при ГИТИСе.
С 1976 по 2002 годы — главный редактор Хакасского книжного издательства, член правления Хакасского отделения Союза писателей России и Хакасского отделения Фонда культуры России.
Первая хакасская женщина-драматург. Её пьесы («Недопетая песня» (1975), «Маральи панты» (1977), «Не только любовь» (1980), «Превратности судьбы» (1982), «Живи, друг, и помни» (1985), «У глубокого брода» (1990), «Когда цвела сакура» (2003) и другие) пользуются популярностью в репертуаре Хакасского национального драматического театра имени А. М. Топанова. «Пьесы — это еще и самый радостный жанр, — говорит В. Г. Шулбаева. — Когда ты видишь, как на твое созданное и выстраданное „изобретение“ реагируют люди, как им нравится, как они плачут или смеются, чувствуешь воодушевление и радость…».
Награждена медалью ордена «За заслуги перед Отечеством» II степени (1999) и высокими наградами Республики Хакасия.

## Краткая библиография
- Сарналбаан сарын: (Пьесанын узуктерi) // Ах тасхыл. — 1975. — N 23. — С. 114—124; 1976. — № 24. — С.33—60; То же // Хакас литератураы: 11 кл. — Абакан, 1992. — С. 201—212.
- Сестры: Драма в двух действиях / Пер. и сценич. ред. Ю. Эдлиса. — М.: ВААП — ИНФОРМ, 1980. — 81 с. — Отд. отт.
- Сарналбаан сарын (Недопетая песня): Пьесы / Худож. В. Тодыков. — Абакан, 1985. — 208 с.
- Маральи рога: Драма в двух действиях (В сокращении) // Литература Хакасии: 11 кл. — Абакан, 1996. — С. 98—112.
- Чуртас салгагында (Превратности судьбы): Пьесы. Рассказы / Худож. В. Тодыков, Г. Сагалаков. — Абакан, 1997. — 288 с.
- Жизнь — это любовь [Текст] = Чуртас — ол хыныс : [пьесы, рассказы и песни на рус. и хак. яз.] / В. Г. Шулбаева; [сост. В. А. Карамашева]. — Абакан : Хак. кн. изд-во, 2006. — 312 с. — ISBN 5-7091-0278-4
- Творить для народа [Текст] = Kiзi кізiнен кўнніг : рассказы, очерки / Валентина Шулбаева ; М-во культуры РХ, Союз писателей Хакасии. — Абакан : Хак. кн. изд-во, 2009. — 226 с. — ISBN 978-5-7091-0416-7